# Количево (Промишленнівський округ)
Коли́чево (рос. Колычево) — присілок у складі Промишленнівського округу Кемеровської області, Росія.

## Населення
Населення — 919 осіб (2010; 828 у 2002).
Національний склад (станом на 2002 рік):
- росіяни — 88 %